# Ine Schäffer
Inga „Ine“ Schäffer, geb. Inga Mayer-Bojana, später Inga Spreitz (* 28. März 1923; † 19. März 2009 in Victoria, Kanada) war eine österreichische Leichtathletin, die bei den Olympischen Spielen 1948 eine Medaille im Kugelstoßen gewann.
Ine Mayer-Bojana wurde 1943 österreichische Meisterin im Kugelstoßen und im Diskuswurf. Bei den Deutschen Meisterschaften wurde sie 1943 im Kugelstoßen Zweite hinter Lilli Unbescheid.
Nach dem Zweiten Weltkrieg wurde Ine Schäffer 1948 österreichische Meisterin im Kugelstoßen und im Diskuswurf. Bei den Olympischen Spielen 1948 in London stieß sie die Kugel auf den österreichischen Rekord von 13,08 m und wurde Dritte hinter der Französin Micheline Ostermeyer (13,75 m) und der Italienerin Amelia Piccinini (13,10 m).
Im Kugelstoßen stellte Ine Schäffer von 1943 bis 1950 fünf Landesrekorde auf. Ihre persönlichen Bestweiten waren 13,27 m im Kugelstoß (1950) und 42,53 m im Diskuswurf (1949).
1952 wanderte sie nach Kanada aus, wo sie 1953 den Trainer und späteren Filmemacher Karl Spreitz heiratete.